# Schwarzbuch Kapitalismus

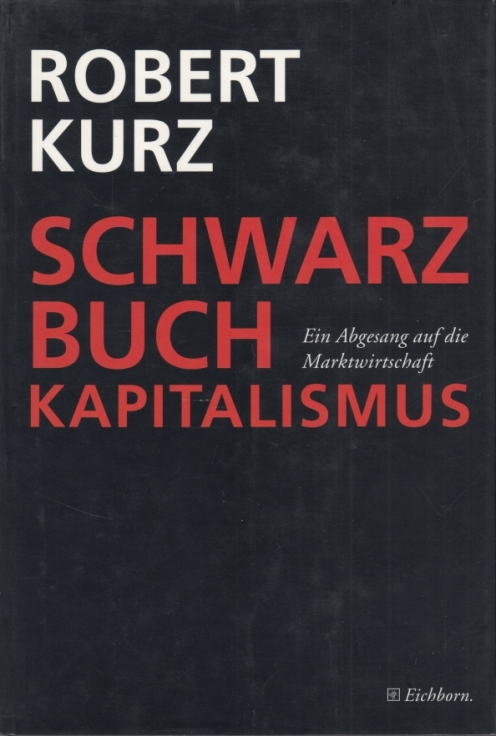
Cover der Ausgabe von 1999 aus dem Eichborn Verlag

Das Schwarzbuch Kapitalismus (Untertitel: Ein Abgesang auf die Marktwirtschaft) ist eine 1999 erschienene Monographie von Robert Kurz, die sich kritisch mit der Geschichte und der Zukunft des Kapitalismus auseinandersetzt. Es gilt als das Hauptwerk des der Wertkritik zuzurechnenden Autors und löste eine Debatte über die vorgenommene Beschreibung der Entstehungsgeschichte des Kapitalismus, seine Gegenwartsdiagnose sowie über die Folgen der Kritik an den herrschenden Verhältnissen aus.

## Überblick

### Grundgedanken
Im Zentrum des Schwarzbuches steht die „Soziale Frage“ der Gegenwart. Der Kapitalismus treibe gegenwärtig auf eine „ausweglose Situation“ zu; die Marktwirtschaft werde mit ihren Produktivitätssprüngen – Automatisierung und Globalisierung – nicht mehr fertig. Der Lebensstandard breiter Bevölkerungsschichten sinke, die Arbeitslosigkeit nehme zu und der Ausweg in die Dienstleistungsgesellschaft erweise sich als Illusion. Wenn der notwendige „Bewusstseinssprung“ unterbleibe, drohe letztlich eine „Wegrationalisierung“ des Menschen und eine zunehmende „Entzivilisierung der Welt“.
Kurz ist der Ansicht, dass der Kapitalismus bezüglich der Wohlfahrtssteigerung eine „verheerende“ Gesamtbilanz aufweise (S. 7). Zwar beschleunige der Kapitalismus die Entwicklung der Produktivkräfte, eine Steigerung der Wohlfahrt aber sei damit jedoch „merkwürdigerweise immer nur zeitweilig verbunden“ gewesen, begrenzt auf „bestimmte soziale Segmente und Weltregionen“ (S. 7). Der Kapitalismus sei niemals imstande gewesen, die von ihm hervorgebrachten Potenzen für eine Verbesserung des Lebens aller Menschen anzuwenden.
Um eine neue, andere Alternative wieder denken zu können, müsse der als Naturfaktum auftretende, „scheinbar ahistorisch gewordene Kapitalismus“ historisiert werden (S. 5). Zu diesem Zweck analysiert Kurz die Geschichte des Kapitalismus von ihrem Beginn im 16. Jahrhundert bis in die Gegenwart. Er geht von einer Prägung durch drei große industrielle Revolutionen aus: die Ersetzung der menschlichen Muskel- durch Maschinenkraft in der ersten, die Rationalisierung der menschlichen Arbeit in der zweiten und die Automatisierung, wodurch die menschliche Arbeitskraft überflüssig gemacht werde, in der dritten industriellen Revolution.
Der zentrale Motor der Geschichte war dabei für Kurz
die Selbstunterwerfung des Menschen unter den ökonomischen Prozess der Geldvermehrung, was er mit dem von Adam Smith geprägten Bild der „schönen Maschine“ (S. 41) umschreibt. Deren „völlig unpersönlicher“ (S. 41) und „blinder Mechanismus“ werde als quasi „Naturgesetzlichkeit“ unreflektiert vorausgesetzt. Das einzige „Ziel“ der „schönen Maschine“ sei die „Verwertung des Werts“ (S. 85), die unaufhörliche Anhäufung von „Geld“ und „Quanten abstrakter Arbeit“ (S. 145). Mit diesem von Karl Marx übernommenen Begriff charakterisiert Kurz die Unterwerfung unter eine Form des Produzierens, die letztlich „sinnvergessen“ (S. 16) sei, da es nicht mehr auf ihre Inhalte ankomme, sondern nur noch um die „Verausgabung von Arbeitskraft schlechthin“, die Auslieferung an den „abstrakten Selbstzweck des Geldes“, um eine „fremdbestimmte, jenseits der eigenen Bedürfnisse und außerhalb der eigenen Kontrolle liegenden Tätigkeit“. Das Festhalten an diesem Prinzip der „abstrakten Arbeit“ bilde letztlich die große Gemeinsamkeit aller Gesellschaften und ihrer Kritiker seit Beginn der Neuzeit. Selbst die Vertreter der bürgerlichen Revolutionen und der Arbeiterbewegung hätten sich von diesem Paradigma nicht lösen können.

### Einordnung
Das Werk ist im Kontext des „Manifest gegen die Arbeit“ und anderen Publikationen von Autoren der kapitalismuskritischen Zeitschrift Krisis zu sehen.
Es ist eingebettet in eine von Kurz vertretene Zusammenbruchstheorie. Den Ausgangspunkt bildet seine Publikation Der Kollaps der Modernisierung (1991), in der Robert Kurz „den Zusammenbruch des Staatssozialismus und das Ende der traditionellen marxistischen Weltinterpretation“ untersucht. Das Schwarzbuch Kapitalismus ist hierbei Aufarbeitung der „kapitalistischen Geschichte“ als eine Abfolge von drei industriellen Revolutionen – mit dem Fokus auf die Darstellung der „Schübe der Produktivkräfte“ und der „Ideologiegeschichte“. Die Fortsetzung zum „Schwarzbuch“ stellt eine Trilogie zum Prozess der Globalisierung dar: „Weltordnungskrieg“ ist eine Aufarbeitung der „traditionellen Imperialismusdebatte“, „Das Weltkapital“ eine Analyse der Globalisierungsdebatte. Hinzu kommt eine – bisher unveröffentlichte – Darstellung der Rolle der USA in der Weltwirtschaft seit dem Zweiten Weltkrieg.

### Rezeption
Kurz’ Buch und seine grundlegende Kritik am Kapitalismus sind provokativ. Entsprechend kontrovers und teilweise polemisch fällt die Rezeption insbesondere der Presse aus. Von einigen wird das Schwarzbuch Kapitalismus als bedeutender Beitrag zur Zeitkritik aufgefasst und wegen seines historischen Detailreichtums sowie gerade aufgrund der umfassend historischen Herangehensweise gelobt. Kritisiert wird dagegen, dass Kurz den Begriff 'Kapitalismus’ unreflektiert verwende. Auch sei seine angestrebte Historisierung selektiv, teilweise verfälschend oder sogar überhaupt der falsche Ansatz. Seine Schlussfolgerungen stoßen ebenfalls auf Widerspruch. Trotz seiner grundlegenden und historischen Abrechnung gehe er die bestehenden Defizite des Kapitalismus nicht an. Seine Forderung nach einem Rätesystem sei problematisch, genauso wie die nach einer Systemverweigerung des Einzelnen. Wirklich praktische Konsequenzen ziehe Kurz aus seinen Erkenntnissen nicht.

## Theorie und Inhalt

### Kulturgeschichtliche Grundlagen

#### Geistesgeschichtliche Entwicklung
Kurz beginnt seine historische Analyse des Kapitalismus mit dem Anfang des 17. Jahrhunderts, in dem sich ein Gesellschaftsmodell der „totalen Konkurrenz“ (S. 18) entwickelt habe. Dessen zugrunde liegendes Welt- und Menschenbild sei seiner Meinung nach „für das gesamte westliche Denken der Moderne bis zum heutigen Tag hegemonial“ geworden.
Das aufstrebende marktwirtschaftliche Unternehmertum habe sich eine starke gesellschaftliche Stellung gesichert. Gleichzeitig habe es sich jedoch „nicht mehr an die traditionelle Struktur der autoritären Hierarchie gebunden“ (S. 18) gefühlt und seine eigene „Herrschaftsideologie“ zur Legitimierung seiner spezifischen Interessen entwickelt.

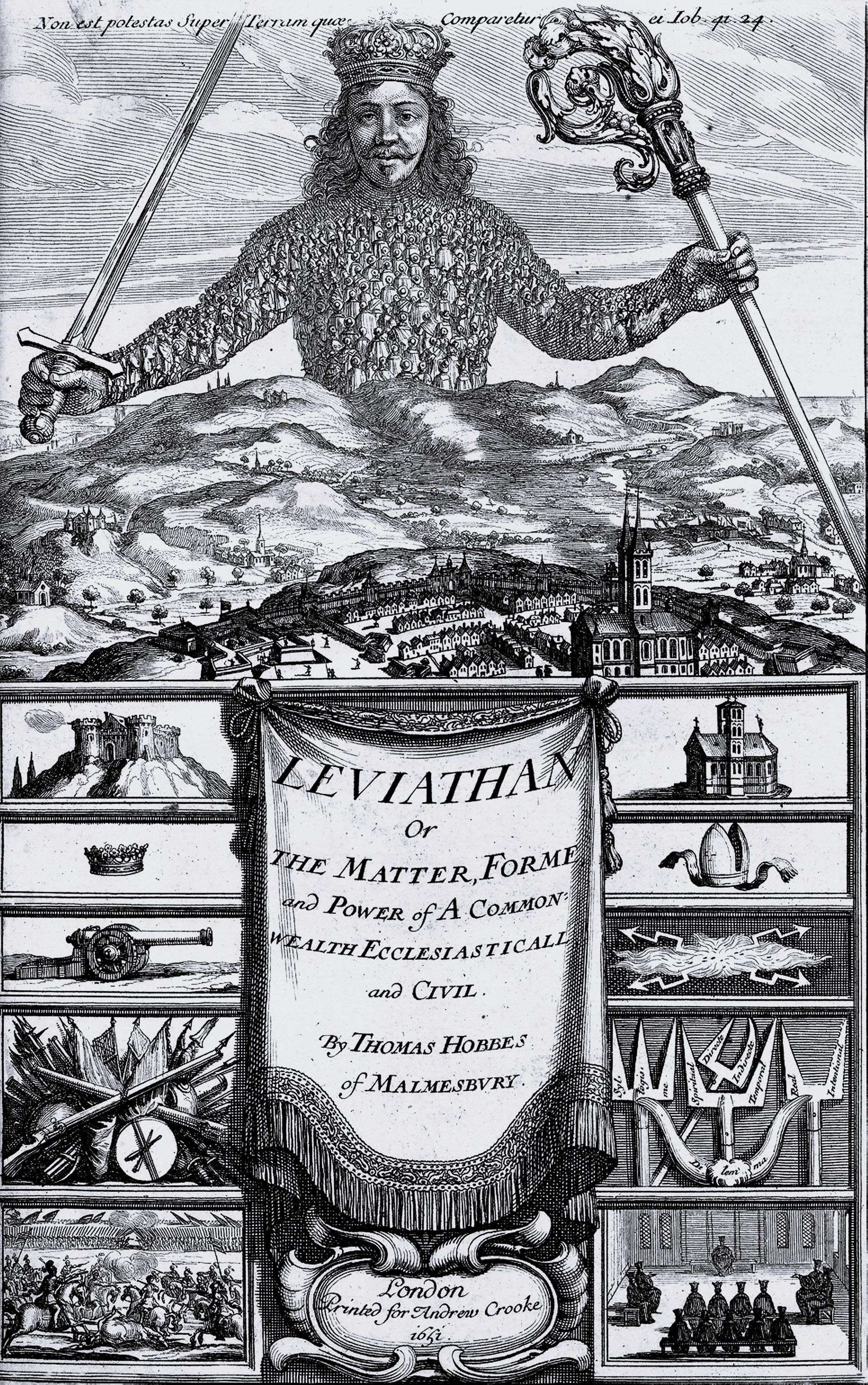
Titelbild von Hobbes’ Leviathan (1651) – Hobbes sah die menschliche Gesellschaft als eine „Gesellschaft von Ungeheuern“

Der „große Stammvater des Liberalismus“ (S. 18) ist für Kurz Thomas Hobbes. Da jener den Menschen als ein prinzipiell von Natur aus egoistisches Wesen auffasse, der sich natürlicherweise in einem „Krieg aller gegen alle“ (bellum omnium contra omnes) (S. 20) befinde, bedürfe es laut Hobbes einer übergeordneten Macht, des Staates, der den „menschlichen Raubaffen zur negativen Gesellschaftlichkeit zähmen sollte“ (S. 21). Dieser Rechtfertigungsgedanke des „absoluten Staates“ finde sich laut Kurz bis heute (S. 22). „Freiheit“ bestehe für Hobbes vor allem darin, „zu kaufen und zu verkaufen und miteinander Handel zu treiben“ (S. 19), nicht etwa in der Möglichkeit, „sich nach eigenen Bedürfnissen und Vereinbarungen kooperativ zu verhalten“.
Die Wendung des Konkurrenzstrebens zu einer positiven Eigenschaft – was Kurz als „Umwertung aller Werte“ (S. 25) bezeichnet – sei durch Bernard Mandeville vorgenommen worden. Durch gegenseitige Konkurrenz könnte der naturgemäß faule, egoistische und geldgierige Mensch eine Gesellschaft im Endresultat zu einer „blühenden Gemeinschaft“ (S. 25) machen. Dabei wird das „Mit-Fühlen und Mit-Leiden bei Unglück und Elend anderer“ zu einem Gefühl der „schwächlichsten Gemüter“ erklärt, dem die „Männer des Marktes“ nicht nachgeben dürften (S. 27).
Übertroffen, so Kurz, werde dieser Zynismus von Marquis de Sade, der die Ideologie vom „Recht des Stärkeren“ in einer radikalisierten Gestalt bis hin zum Mord vertritt (S. 31). Jegliches soziale Mitleid werde von De Sade als eine negative „Natureigenschaft“ der Frauen gebrandmarkt (S. 32). Durch die Reduzierung der Sexualität auf die Verrichtung des Koitus verwandele er sie „gewissermaßen in einen (analog zum kapitalistischen Produktionsprozess) maschinellen Vollzug“ (S. 34).
Nach Kurz stellten die Ansichten von Immanuel Kant insofern eine weitere Steigerung dar, als bei diesem die Konkurrenz egoistischer Einzelner als Entwicklungsgesetz der Menschheit schlechthin unterstellt werde. Kant betrachte den Mechanismus des weltumspannenden Kapitals „als ein Werk der ‚Hand Gottes‘“, als „Resultat eines von göttlicher Vorsehung bestimmten Gesamtzusammenhangs, einer ‚höheren Natur‘ des Systems“ (S. 38).
Dieser Gedanke des „weisen Schöpfers“ führe dann zu der „unsichtbaren Hand“ der Theorie von Adam Smith. Dieses Sinnbild zeige nach Kurz auf, „wie das Weltbild der modernen Ökonomie systematisch auf dem der mechanischen Physik aufbaut“. Smith beteuere, dass „durch den besessenen Aktivismus der kapitalistischen ‚Macher‘ die größtmögliche Verbesserung und die bestmögliche Verteilung“ erzielt werde, so dass sich jede Kritik erübrige. Dabei werde die „unabhängige und für sich seiende ‚Schönheit der Ordnung‘ und den Glanz der ökonomischen ‚Maschine‘, der regelmäßigen und harmonischen Bewegung des Systems‘“ verherrlicht. Smith entwickelte das Weltbild der modernen Ökonomie, das letztlich auf dem der mechanischen Physik aufbaue. Die Tätigkeit dieser neuen „Nationalökonomie“ besteht für Kurz darin, die kapitalistische Ökonomie mit dem Anspruch der Naturwissenschaft zu erforschen und gleichzeitig ihre eigene Existenznotwendigkeit stets aufs Neue zu „beweisen“.
Das ethische Prinzip des „größtmöglichen Glücks für die größtmögliche Zahl“ von Jeremy Bentham propagiere eine Gesellschaft, „die jedem Menschen das Recht gibt bzw. geben sollte, ‚sein Glück zu machen‘“ wie es auch in der Formel des pursuit of happiness in die Unabhängigkeitserklärung der USA Eingang gefunden habe. Der objektive Maßstab für Glück sei letztlich das Geld, wobei nach Bentham das Eigentumsrecht in keiner Weise angetastet werden dürfe.

#### Biologistischer Unterbau
Eine zentrale Entwicklung im 19. Jahrhundert ist für Kurz der Darwinismus, der einen für die moderne Naturwissenschaft typischen Charakter aufweise:
„Eine wirkliche große Entdeckung verschmolz vollständig mit einem irrationalen ideologischen Impuls und unreflektierten Interessen des kapitalistischen Fetisch-Systems, um sich schließlich mit einer enormen Zerstörungskraft aufzuladen“ (S. 154).
Kurz sieht Darwin in der Tradition der Aufklärung und ihrem Programm der „Vernaturwissenschaftlichung“ der Welt (S. 155). Die Freigeister hätten jedoch keine echte Aufklärung im Sinn gehabt: die scheinbare Aufhebung der Religion durch die Naturwissenschaften sei nur der intellektuellen Elite vorbehalten gewesen bzw. habe doch nur einer raffinierteren Form der Gängelung und Selbst-Disziplinierung der Massen gedient.
Darwin habe geglaubt, den Mechanismus für die Evolution, d. h. die allmähliche Veränderung und Höherentwicklung der Lebewesen, im ‚Kampf ums Dasein‘, d. h. in der Selektion gefunden zu haben. Die Rückprojektion dieser Lehre auf die Gesellschaft sei eine willkommene ‚naturwissenschaftliche‘ Rechtfertigung für das kapitalistische Konkurrenzkonzept gewesen. Der sogenannte „Sozialdarwinismus“ sei dann schon bald von „imperialistischen Ideologen wie Friedrich Naumann, Walther Rathenau oder Max Weber“ zur Formulierung deutscher Weltmachtansprüche verwendet worden.
Für Kurz verbinden sich Darwinismus und Kapitalismus in den „Eugenik“-Bewegungen, die eine „wissenschaftlich“ basierte menschliche „Zuchtwahl“ hätten entwickeln wollen. Der Sozialdarwinismus habe die „negative Selektion“ zur Ausschaltung der „biologisch Minderwertigen“ der Gesellschaft eingeführt, die besonders Kriminelle und alle, die im „kapitalistischen Sinne“ arbeitsuntauglich gewesen seien, betroffen habe. Diese Ideologie des Sozialdarwinismus sei zunächst als eine Art „Fortpflanzungshygiene“ realisiert worden:
„Während die ‚Minderwertigen‘ und ‚Entarteten‘ notfalls gesetzlich und mit Polizeigewalt daran gehindert werden sollten, sich fortzupflanzen, galt es andererseits als gesellschaftspolitisches Ziel, ‚erbgesundes‘ Menschenmaterial nach landwirtschaftlichen Gesichtspunkten zusammenzuführen“ (S. 161).
Mit dem Darwinismus habe sich auch der moderne Rassismus verbunden, der von Kant („Race“) über Hegel bis zu Auguste Comte („Stadientheorie“) gereicht hätte und Joseph Arthur Graf de Gobineau den „Mythos der ‚arischen Edelrasse‘“ habe erfinden lassen.
Die mit dem Darwinismus verschmolzene Rassentheorie habe – so Kurz – unmittelbar biologistischen Charakter angenommen. Houston Stewart Chamberlain sei dabei der Lieferant einer Interpretation der „gesamten Geschichte einschließlich der Kunstformen nach ‚rassischen‘ Gesichtspunkten“ gewesen (S. 164). Diese Verbindung von Darwinismus und Rassenwahn im Kapitalismus habe zu einer dualistischen Rangordnung zwischen „Herrenmenschen“ und biologisch inferiorem „Menschenmaterial“ geführt. Der gesellschaftliche Wahn habe eine Projektionsfläche für die „Verkörperung seiner eigenen Negativität“ und einen ‚negativen Übermenschen‘ „in Gestalt der Juden“ gefunden; eine Entwicklung, in der sich für Kurz die europäische Tradition des Antisemitismus in die kapitalistische Moderne transformiert habe: vor allem in der Idee einer ‚jüdischen Weltverschwörung‘. Kurz glaubt, dass die kapitalistische Logik der Marktgesetze letzten Endes nur die physische Vernichtung des „Konkurrenten“ zugelassen hätte.
Kurz sieht auch in der Tradition des Sozialismus antisemitische Tendenzen, die er bereits bei Charles Fourier ausmacht, dessen 1808 erschienene Schrift Theorie des quatre mouvements ein antisemitisches Weltbild vertreten habe. Auch Pierre-Joseph Proudhon habe den Begriff des „Kapitalismus“ auf das zinstragende Kapital der reinen Geldverleiher reduziert, seine Kapitalismuskritik sei daher nur eine antisemitische Umdeutung dieser Gesellschaftsform gewesen. Auch Marx habe in Ansätzen „immer wieder in Richtung einer Identifikation von ‚Geld überhaupt‘ oder ‚Schacher‘ und ‚Wucher‘ mit dem ‚jüdischen Wesen‘“ tendiert (S. 178).

### Historische Analyse

#### Erste industrielle Revolution
Durchsetzung des betriebswirtschaftlichen Kalküls
Mit der Durchsetzung des Liberalismus gegenüber dem Absolutismus in der Ersten industriellen Revolution begann man nach Kurz die warenproduzierende Gesellschaftsform „auszubauen, zu versittlichen und die Einsicht in ihre Notwendigkeit zu verallgemeinern“ (S. 57). Dabei werde die „kapitalistische Selbstzweck-Maschine“ als selbstverständlich vorausgesetzt und das „bürgerliche Denken“ habe „seinen Schwerpunkt zunehmend auf die Organisations- und Naturwissenschaft“ und auf „durch technokratische Intelligenz“ verlegt (S. 57). Die Konkurrenz der Unternehmen habe die Marktteilnehmer nun zu einer permanenten Produktivkraftentwicklung genötigt, um das eigene Angebot marktfähig zu halten. Im Kampf um die Preise sei es zu einer Art „Standortdebatte“ um die günstigsten Arbeitslöhne gekommen, die beginnende internationale Konkurrenz habe als Mittel der sozialen Erpressung gedient (S. 59).
Bald sei der Kapitalismus gewissermaßen als „gesellschaftliches Naturereignis“ betrachtet worden. Das Paradoxon, dass er einerseits eine „bis dahin niemals für möglich gehaltene Arbeitsersparnis durch das Maschinenwesen“ erreicht, diese aber andererseits „nicht als Steigerung der gesellschaftlichen Wohlfahrt und als Lösung der sozialen Probleme“ (S. 59) habe nutzen können, begegnete man nach Kurz’ Ansicht allein mit der Hoffnung auf eine „naturwissenschaftlich-technische Erlösung, die doch irgendwann einmal aus den Maschinenkräften selber kommen sollte“.
Kurz glaubt, dass die kapitalistische Produktionsweise in einen „unlösbaren logischen Selbstwiderspruch“ geriete, da sie einerseits „abstrakte Arbeit“ in Waren verwandele, andererseits aber menschliche Arbeit fortlaufend „durch technisch-wissenschaftliche Agenzien“ ersetzt und so die Substanz der „Wertschöpfung“ selbst aushöhle.
Opfer und Revolten

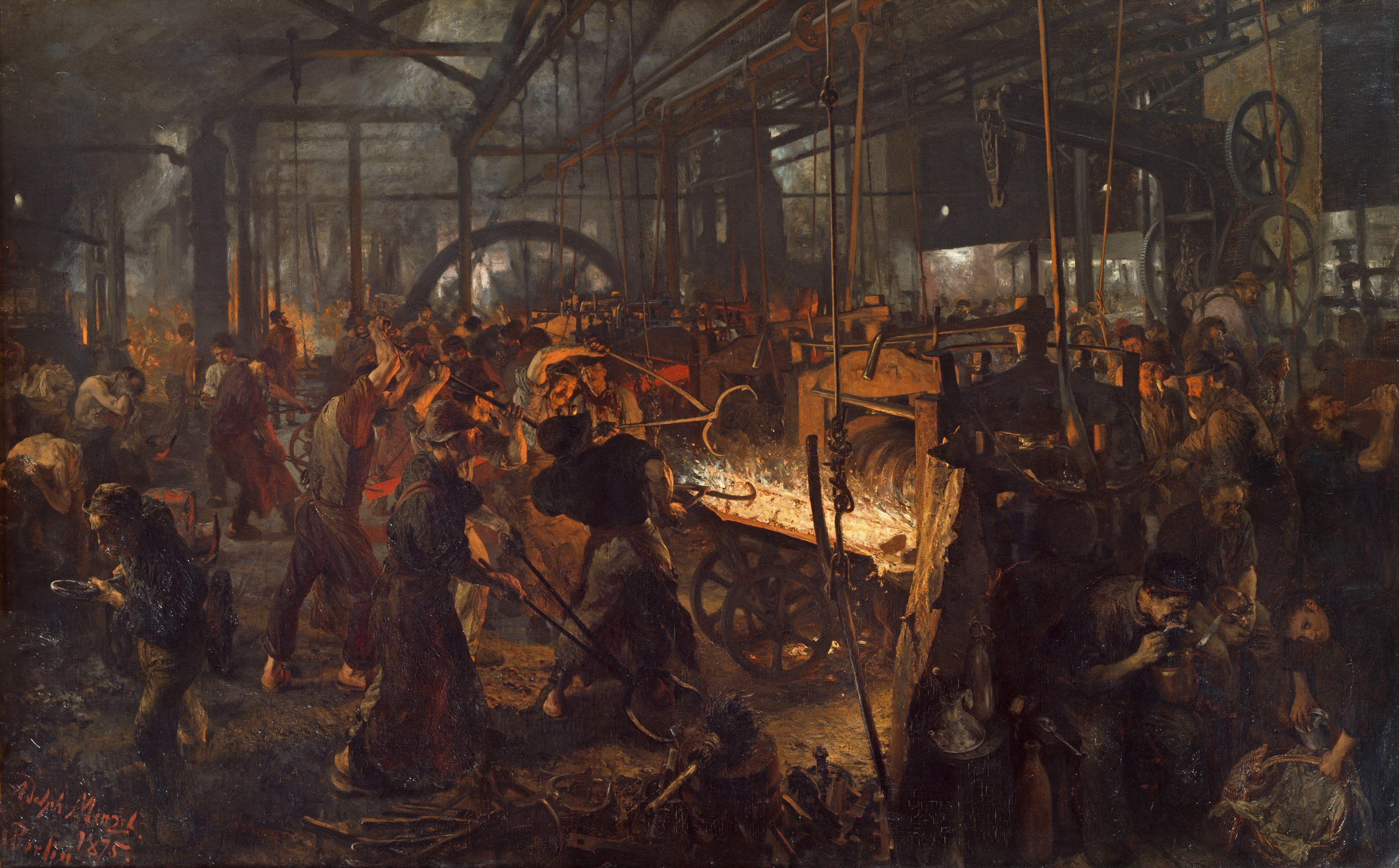
„Die ‚Arbeitsplätze‘ der Ersten industriellen Revolution waren wahre Höllenlöcher“ – Das „Eisenwalzwerk“ von Adolph Menzel (1872–1875)

Die Folgen dieses betriebswirtschaftlichen Kalküls zu Beginn der Ersten industriellen Revolution seien Massenarbeitslosigkeit und die soziale Verödung ganzer Landstriche gewesen. Mit dem Fabrikproletariat sei eine neue Kategorie von „arbeitenden Armen“ entstanden, Kinder und Frauen seien zu Niedriglöhnen in den Fabriken beschäftigt worden. Die Opfer hätten aber Widerstand geleistet, wodurch es zu Sozialrevolten gekommen sei.
Kurz betrachtet die neue Bewegung der radikalen, auch gewalttätigen, „Ludditen“ als Kern der Auflehnung. Sie seien zwar rückwärtsgewandt gewesen, hätten aber „elementare und universelle Bedingungen menschlicher Freiheit ein[geklagt], die durch das kapitalistische Markt- und Fabriksystem von Grund auf zerstört wurden“. Auf dem Kontinent spielten sich die „Brotunruhen“ vor allem in der Zeit des Vormärz ab, „in der die Realexistenz des sozialen Kriegs- und Belagerungszustands zum Randphänomen der ‚notwendigen’ Modernisierungsopfer degradiert“ worden sei.
Das so genannte Bevölkerungsgesetz des Pfarrers Thomas Robert Malthus stellt für Kurz den Beginn der „Biologisierung der gesellschaftlichen Krise“ dar. Malthus habe mit der These, die Menschheit würde sich stets stärker als die zur Verfügung stehenden Nahrungsressourcen vermehren, eine Art „Endlösung“ für die Erklärung der Massenarmut und Massenarbeitslosigkeit gefunden. Damit seien die eigentlich selbstgeschaffenen Probleme des Kapitalismus zu unabänderlichen Naturgesetzen erhoben worden.
Märzrevolution und Sozialdemokratie
Die aus dem Geist des Nationalismus – der Suche nach einer „identitätsstiftenden Konstruktion“ – resultierende Revolution von 1848 hatte Kurz zufolge im Ziel des Liberalismus, die beiden „Pole“ Staat und Markt selbst zu besetzen, ihre Ursache. Das liberale Bürgertum kämpfte dabei auch gegen eine drohende Sozialrevolte. Seine Niederlage in der März-Revolution habe maßgeblich dazu beigetragen,
„die entstehende Linke (bzw. den späteren Sozialismus) für immer an die Probleme des Liberalismus zu fesseln und in eine lange historische Sackgasse hineinlaufen zu lassen“.
Der moderne Sozialismus entstand nach Kurz aus Reformgruppen (u. a. Arbeitervereinen), die vornehmlich versucht hätten, Sozialrevolten zu verhindern oder zu dämpfen und die Widersprüche und Restriktionen des Kapitalismus auf äußere Einflüsse zurückzuführen. Nur wenige Intellektuelle – allen voran Karl Marx und Friedrich Engels – seien durch persönliche Erfahrungen „umgedreht“ worden. Historische Folgen seien jedoch ausgeblieben. Marx habe zwar stets Sympathie für die sozialen Aufstände geäußert, deren Impuls aber „im wesentlichen als eine Verirrung gegen ‚die Produktivkräfte’ betrachtet“. Kurz wirft dem Marxismus die Übernahme des „positivistischen, technisch-naturwissenschaftlich verkürzten Fortschrittsbegriff des Liberalismus“ vor. Eine radikale Kritik an der Modernisierungsgeschichte und ihres gewandelten Arbeitsbegriffs sei auch in der „Linken“ bis heute ausgeblieben.

#### Zweite industrielle Revolution
Bis zum Zweiten Weltkrieg
Kurz charakterisiert den Beginn des 20. Jahrhunderts als eine
„eigentümliche schizophrene Mischung aus Fortschrittsgläubigkeit und Untergangsphantasie, technokratischem Machbarkeitsdenken und biologistischer ‚Veterinärphilosophie’, Staatsräson und Marktkonkurrenz, individuellen Ansprüchen und wahnhafter Kollektivsubjektivität von ‚Nation’ und ‚Rasse’“.
Die aus der Agrargesellschaft überkommenen traditionellen Bindekräfte der Gesellschaft hätten sich immer schneller aufgelöst, die Ideen und Programme der sozialistischen Arbeiterbewegung seien zugleich „hohl und als vermeintliche historische Alternative unglaubwürdig“ geworden, da sie von Grund auf „mit den kapitalistischen Denkformen, Handlungsmustern und Interessenkategorien kontaminiert“ gewesen seien.
Den Ersten Weltkrieg hält Kurz – in Anlehnung an George F. Kennan – für die „Urkatastrophe des 20. Jahrhunderts“. Er habe ein Aufblühen des „Sozialdemokratismus“ bewirkt: Weil die Sozialdemokraten ihren „Blutzoll treu entrichtet“ hätten, sei ihnen nun „der lang ersehnte Eintritt in die Zentren der Macht“ gewährt worden; die ausgegrenzten Sozialistenführer seien zu staatsmännischen Juniorpartnern mutiert und zum Teil der „‚schönen’ Maschine“ geworden.
Weltwirtschaftskrise und Inflation

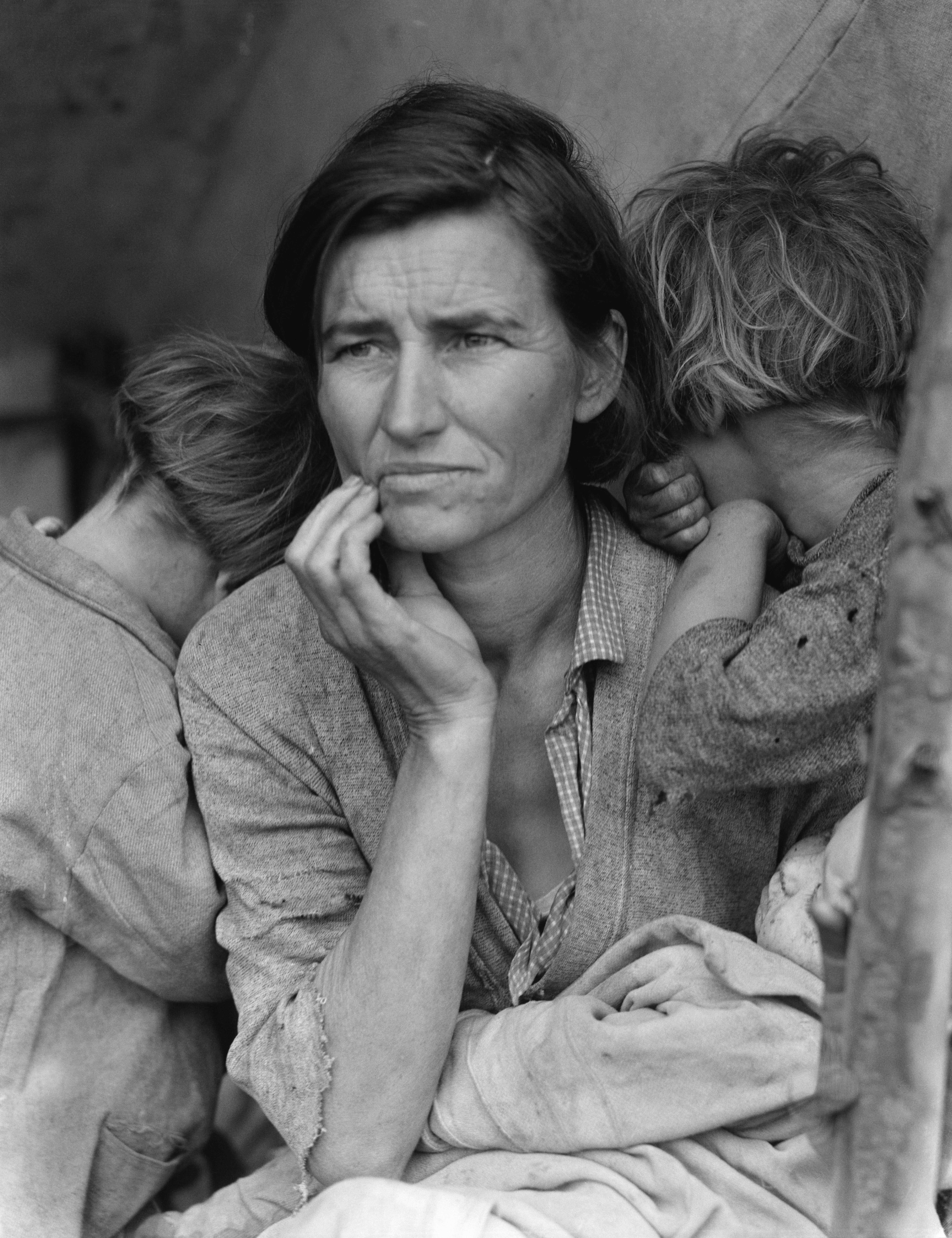
Die Wirtschaftskrise stürzte viele Familien in bittere Not – verelendete Wanderarbeiterin in Kalifornien 1936 (Photographie von Dorothea Lange)

In den 1920er Jahren schien eine „neue Epoche eines weltweiten Kapitalismus von Massenproduktion und Massenkonsum“ anzubrechen, doch der strukturelle Umbruch der Zweiten industriellen Revolution sei von der bis dahin größten „sozialökonomischen Transformationskrise“ überlagert worden. Trotz einer neuen Qualität und Quantität des Massenkonsums durch das „investive Konsumtionsmittel“ Automobil war der Fordismus nicht in der Lage, nahtlos an die Erste industrielle Revolution anzuschließen; es habe dabei vor allem an der benötigten Infrastruktur, den dafür notwendigen Investitionen und einem intakten Weltmarkt mit weltweiten Absatzmärkten gefehlt.
Der Staat habe versucht, die im Krieg aufgenommenen Schulden zu kompensieren, indem er die Geldmenge erhöhte. Die dadurch ausgelöste Krise der Inflation habe nahezu überall in Europa das Geldsystem zerrüttet. Kurz sieht hier die seiner Meinung nach „tiefe Irrationalität“ des Kapitalismus herausbrechen und den „Fetischismus“ dieses Gesellschaftssystems sichtbar werden. Den verelendeten Massen habe nun eine entstehende kleine Schicht von spekulativen Krisengewinnlern gegenübergestanden.
Besonders in Deutschland habe „die Mischung aus Krisenangst, phantasmagorischen Projektionen und Spekulantenhatz den alten, tiefsitzenden Dämon des Antisemitismus“ erneut geweckt, insbesondere in Gestalt der Nationalsozialistischen Deutschen Arbeiterpartei.
Spekulation und die Krise der Deflation
Den Regierungen sei es in dieser Situation gelungen, durch drastische Maßnahmen die Inflation zurückzudrängen. Diese Entwicklung lief im Endeffekt darauf hinaus, dass sich die Staaten bei ihren Bürgern als Gläubigern gewaltsam entschuldet, und damit sowie auch durch die inflationsbekämpfenden Maßnahmen einen gewaltigen Verarmungsschub ausgelöst hätten. Der sich anschließende Aufschwung der sog. Goldenen Zwanziger Jahre habe vor allem im Reich der Spekulation stattgefunden, mit der Folge einer beispiellosen Spekulationswelle auf den Aktien- und Immobilienmärkten, wo sich zahlreiche „Aktienkünstler“ zusammengeschlossen hätten, „um den Preis für eine bestimmte Aktie hochzutreiben“.
Als die Blase dieses „fiktiven Kapitals“ 1929 im New Yorker Börsenkrach geplatzt sei, war dies der Auftakt zur bislang größten Depression der kapitalistischen Geschichte. Das Ergebnis dieser zweiten Weltwirtschaftskrise war nach Kurz ein „globaler deflationärer Schock“:
„In den USA irrten nahezu mittellose Massen in ihren Ford-Autos, dem einzigen noch verbliebenen Besitz, hilflos durch das Land auf der Suche nach Gelegenheitsjobs, um ein wenig Essen und Benzin zu verdienen […]. Außer diesen bizarren mobilen Slums entstanden in den Vorstädten auch riesige neue Elendsviertel, die nie mehr ganz verschwinden sollten“.
Kurz’ Fazit: Die Wirtschaftskrise habe binnen kürzester Zeit die sozialen Standards wieder auf das Niveau des 18. und frühen 19. Jahrhunderts zurückfallen lassen.
Diktatur und Kapitalismus

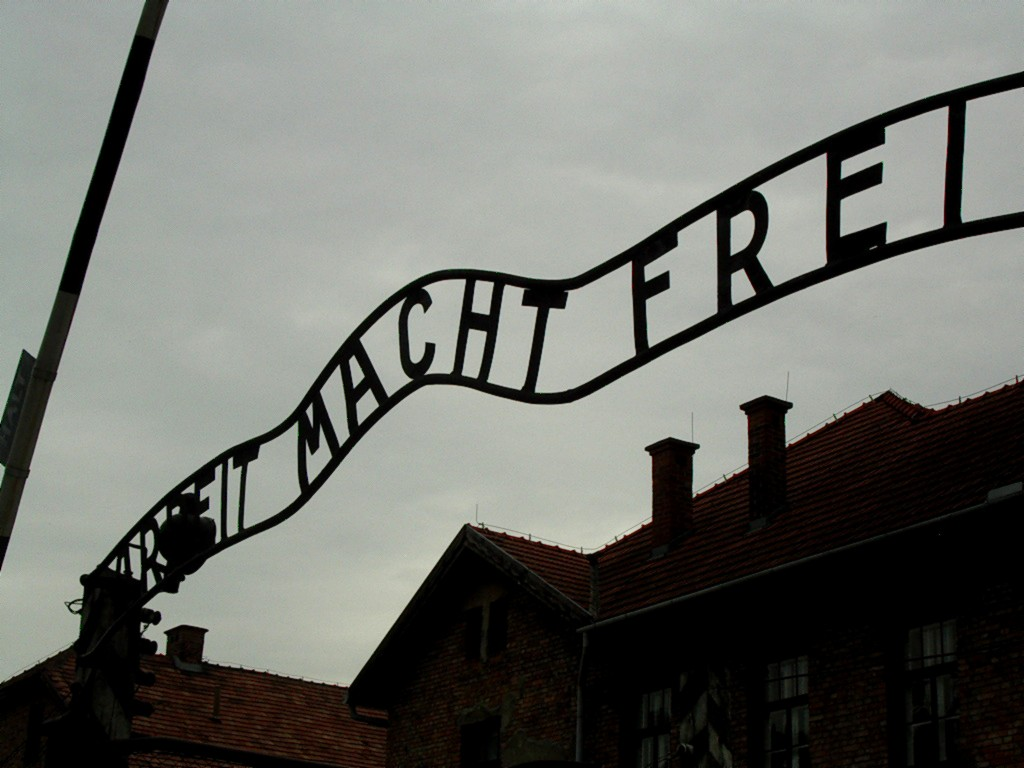
„Arbeit macht frei“ – menschenverachtendes Motto am Eingangstor des KZ Auschwitz – für Kurz die Verkörperung der nicht mehr zu überbietenden äußersten Konsequenz der „liberalen Ideologie“

Kurz bezeichnet es als „Selbstbetrug“ und „Geschichtsklitterung“, wenn die Diktaturen des 20. Jahrhunderts in der „bürgerlichen Erklärungsweise“ als das schlechthin „Andere“ und „Fremde“ behandelt würden, „das aus den Tiefen der Geschichte emporgestiegen ist und die dunkle, antizivilisatorische Seite des Menschen überhaupt repräsentiert“. Bei einer Betrachtung der gesamten Modernisierungsgeschichte liege es Kurz zufolge nahe, „Kapitalismus, Liberalismus und Marktwirtschaftsdemokratie nicht als übergreifendes Positivum zu verstehen“, sondern als „negative und repressive Zwangsvergesellschaftung durch die monströse ‚schöne Maschine’ der ‚Verwertung des Werts’“.
Die Diktaturen des 20. Jahrhunderts wurzeln für Kurz in der kapitalistischen Produktionsweise und seien Erscheinungsformen des liberalen Kapitalismus. Er behauptet weiter:
„Aus dieser negativen, kritischen Perspektive kann besonders Auschwitz nur als die nicht mehr zu überbietende äußerste Konsequenz der liberalen Ideologie in der Tradition von Hobbes, Mandeville, de Sade, Bentham, Malthus u. Co. verstanden werden“,
deren „Naturalisierung und Biologisierung des Sozialen“ eine „historische Schicht von Auschwitz“ darstelle.
In den Diktaturen des 20. Jahrhunderts habe sich „nur der liberale Terror des Frühkapitalismus auf höherer Stufenleiter der Entwicklung und mit verschobenen ideologischen Legitimationsmustern“ wiederholt.
Staatskapitalismus
In der Geschichte der Sowjetunion erkennt Kurz einen „Prototyp(en) der staatsökonomischen ‚nachholenden Modernisierung’ im 20. Jahrhundert“. Die Sowjetunion habe seiner Ansicht nach in einer doppelten „historischen Zwangslage“ gesteckt:
- Konfrontiert mit der „Präsenz des kapitalistisch vorausgeeilten Westens“ habe sie keinen grundsätzlich anderen Entwicklungspfad mehr einschlagen können; vielmehr sei auch das ‚Weltbewußtsein’ bereits ein kapitalistisch geformtes gewesen.
- Sie sei in einer von den Standards der vom zeitgenössischen Kapitalismus bestimmten Welt gezwungen gewesen, direkt auf dem Niveau des 20. Jahrhunderts einzusteigen.

Kurz ist daher der Meinung, dass die „Verbrechen des Kommunismus“ nichts anderes gewesen seien als „die zeitlich komprimierte Wiederholung der frühkapitalistischen Schrecken“. Der Hungertod von Millionen in den frühen 1930er Jahren sei die Folge einer rigiden Industrialisierungspolitik zum gewaltsamen Aufbau von (staats)kapitalistischen Industriesystemen gewesen, mit deren Hilfe man sich mit frühkapitalistischen Methoden an die Spitze der Weltentwicklung setzen wollte.
Kurz konstatiert allerdings in der „sowjetischen‚ nachholenden Modernisierung’“, wie auch in der Ideologie der „Arbeiterbewegung und der Linken überhaupt“ ein bis heute „uneingelöstes Moment“: den „Traum“ von der „freien und bewussten Selbstorganisation“, der sich – wenn auch nur kurzzeitig – insbesondere im Begriff des „Sowjet“ manifestiert hätte, bevor diese zu „bloßen Attrappen“ degeneriert seien.
Keynes und Keynesianismus
Nach der Weltwirtschaftskrise war nach Kurz der Glaube an die „Doktrin der ‚unsichtbaren Hand’“ verloren gegangen, was sich im Übergang „zu einer allgemeinen staatsökonomischen Regulation, zum Staat als wesentlichem Wirtschaftssubjekt“ ausgedrückt habe. Für die USA habe der New Deal Roosevelts den tiefsten Einschnitt in ihrer Wirtschaftsgeschichte dargestellt. Die staatsökonomischen Ansätze der Krisenbewältigung seien dabei Hand in Hand mit der Schaffung der bislang unzureichenden logistischen Rahmenbedingungen für die Zweite industrielle Revolution gegangen. In Nazi-Deutschland seien die staatsökonomischen Eingriffe „weitaus stärker als im New Deal vorangetrieben“ worden. Der eigentlich „fordistische Durchbruch“ wurde so für Kurz mit den „Finanzmethoden der Kriegswirtschaft“ erreicht, in dem die absolute Schranke des „kapitalistischen Selbstwiderspruch“ noch einmal hinausgeschoben hätte werden können.
Parallel zu diesen Entwicklungen habe der britische Ökonom John Maynard Keynes „die dazugehörige Theorie des ‚Deficit spending’“ entwickelt. Keynes hielt das bis dahin gültige Saysche Theorem für im Grundsatz falsch. Kurz bemerkt kritisch, dass Keynes selbst zugegeben habe, dass es sich bei dessen Theorie „im Grunde nur um einen ‚Aufschub‘ der absoluten Grenze kapitalistischer Produktion handeln kann. Ebenso unfreiwillig enthüllt er die Absurdität der dem Kapitalverhältnis inhärenten Logik“. Die erste Runde des ‚Keynesianismus‘ sei in einen neuen Rüstungswettlauf gemündet: wieder einmal sei der Krieg der Vater aller Dinge, Hitler gewissermaßen der „Exekutor dieser mörderischen ‚List‘“ des Aufschubs gewesen.
Als Ergebnis dieser Entwicklung sieht Kurz den Zweiten Weltkrieg, über den er das folgende Resümee zieht:
„Dieser neuerliche Triumph der ‚schönen Maschine‘ kostete insgesamt 55 Millionen Menschen das Leben, große Teile Europas und Asiens wurden verwüstet. Aber merkwürdig: Die abermaligen und ungeheuerlichen ‚Kosten der Modernisierung‘, die quantitativ wie qualitativ allen bisherigen Terror und Horror des Kapitalismus übertrafen, riefen kein geistiges Echo der tiefen Erschütterung mehr hervor […] Es war, als liefe das bis ins Mark demoralisierte Menschenmaterial geradezu gleichgültig und bereits roboterhaft kalt durch eine Feuerwand in den kommerziellen, endgültig entgeistigten Stumpfsinn des kommenden trostlosen Konsumparadieses hinein.“
In der Nachkriegszeit sei es dann darum gegangen, „die kriegswirtschaftlichen Strukturen […] in ‚zivilökonomische’ Regulationsformen zu überführen und zu einem dauerhaften System auszubauen“.
Nachkriegszeit
Nach dem Zweiten Weltkrieg schien – so Kurz – der Kapitalismus wie „ein Phönix aus der Asche“ emporzusteigen. Es habe den Anschein gehabt, dass tatsächlich ein ‚goldenes Zeitalter’ heranbrechen werde. Diese Nachkriegsprosperität sei eine mehr oder weniger globale Erscheinung gewesen. In Deutschland sei sogar das „Zauberwort“ des Wirtschaftswunders geprägt worden – wobei der Begriff nach Kurz’ Ansicht bereits das Exzeptionelle dieser Entwicklung ausdrücke.
Bis ca. 1950 sei der Markt nicht einheitlich kapitalistisch gewesen. Erst der „Nachkriegs-Fordismus“ habe eine „flächendeckende Erzeugung und Distribution aller Gebrauchsgüter durch das fordistische Industriekapital und seinen ‚Arbeitsstaat’“ geschaffen und brachte die „traditionellen Sektoren“ (Subsistenzproduktion, Familienproduktion, Landwirtschaft) fast völlig zum Verschwinden. Dies bedeute, dass die Bevölkerung insgesamt „in einem höheren Maße der kapitalistischen Gesellschaftsmaschine ausgeliefert“ gewesen sei.
Kapitalistischer Totalitarismus und Mobilmachung
Kurz sieht die zweite industrielle Revolution wesentlich durch den Begriff des „Totalitären“ gekennzeichnet. Er wirft den gängigen Totalitarismus-Theorien vor, dass in ihnen der Begriff „totalitär“ nur im „staatlich-politischen“ Sinne definiert werde, „während der ökonomische völlig ausgeblendet“ bliebe, obwohl der politische Totalitarismus eine ökonomische Grundlage habe. So seien „sowohl die stalinistische als auch die Nazi-Diktatur ebenso wie der italienische Faschismus auf dem Boden des warenproduzierenden Systems entstanden“.
In den Nachkriegsdemokratien zeige sich eine „totale Mobilmachung“ in der Aufforderung zu sich „ständig steigernden, immer unsinnigeren Warenkonsum“, „Leistung“ und „Konkurrenz“, von der vor allem die Frauen durch die „Industrialisierung der Hausarbeit“ betroffen seien, die durch den nötigen Beruf zur Deckung der Kosten für die Haushaltselektronik die Doppelbelastung der Frau verursacht habe. Weiterhin empfindet Kurz den massenhaften Autoverkehr als „totale Automobilmachung“, als kriegsähnlichen Zustand, der im Laufe des 20. Jahrhunderts etwa 17 Millionen Tote gefordert habe. Diese „Menschenopfer“ würden als normal, notwendig und schicksalhaft dargestellt.
Kurz glaubt, dass die Vorstellung, dass mit dem Kapitalismus immer mehr Freizeit und Spaß für den Menschen einhergehen werde, im Hinblick auf den Zusammenhang mit einer „Arbeitszeitverkürzung“ zu relativieren sei. Diese beschränke sich zum ersten nur auf wenige reiche kapitalistische Zentren, vor allem die Länder des kontinentalen Westeuropas. Zum zweiten sei die Arbeitszeitverkürzung nur eine temporäre Erscheinung in der Phase schnellen Wirtschaftswachstums gewesen. Zum dritten würde die Zeitverkürzung durch eine übermäßige Steigerung der Arbeitsbelastung für den einzelnen überkompensiert. Auf der anderen Seite sei Freizeit nur „scheinbar frei disponible Zeit“, denn im „Freizeitkonsum“ – im Massentourismus etwa würde die „Mobilmachung“ auch auf die freie Zeit ausgedehnt – setze sich die „kapitalistische Konditionierung“ fort, so dass es letztlich keinen sozialen Raum mehr außerhalb dieser gebe.
Totalitäre Demokratie
Kurz ist der Ansicht, dass auch die Demokratie ein totalitäres Element enthalte. So habe bereits Erich Ludendorff erkannt, dass „das Menschenmaterial des Verwertungsprozesses in keiner anderen Staatsform so widerspruchslos und kostengünstig an der Leine geführt werden kann wie in der Demokratie“. Der Grund sei, dass das gesellschaftliche Leben letzten Endes nicht durch bewusste gemeinsame Entscheidung der demokratischen Gesellschaftsmitglieder gesteuert werde, da die demokratischen Prozeduren von freier Meinungsäußerung, politischer Willensbildung und freien Wahlen den Wirkungen der ‚Gesellschaftsphysik’ von anonymen Märkten nur nachgeschaltet seien: alle demokratischen Entscheidungen seien immer schon im Voraus durch die Automatik des ökonomischen, naturgesetzhaft verstandenen Systems festgelegt.
Hinter den drei staatlichen Gewalten Legislative, Exekutive und Judikative stehe nach Kurz also immer auch die strukturelle (vierte) Gewalt eines totalitären Marktsystems, welches seit Rousseau unter dem Namen des abstrakten „Gemeinwohls“ firmiere, und auf die sich die postulierte ‚Volkssouveränität’ nicht erstrecke. Ein letzter totalitärer Charakter zeige sich ebenfalls in der totalen Bürokratie der Menschenverwaltung in den Demokratien.
Weltzerstörung und Bewusstseinskrise
Am Wendepunkt der wirtschaftlichen Prosperität Anfang der 1970er Jahre wurden laut Kurz deren Folgen sichtbar: die umfassende Zerstörung der natürlichen Lebensgrundlagen. Er führt diese Entwicklung auf die Logik der „abstrakten Arbeit“ zurück, die ihre Kosten auf die Gesamtgesellschaft, die Zukunft und eben auch auf die Natur abwälze. Letzteres sei bereits dem jungen Friedrich Engels in seiner Analyse „Die Lage der arbeitenden Klasse in England“ aufgefallen. Jedoch erst mit der kapitalistischen „Totalmobilmachung“ sei die Natur nun der abstrakten betriebswirtschaftlichen Vernutzungslogik vollständig ausgeliefert gewesen.
Im Jahr 1972 seien erstmals die „Grenzen des Wachstums“ nach einer gleichnamigen Studie des Club of Rome weltweit debattiert worden, in der das Verhältnis von Wachstumszwang und natürlichen Rohstoffen zur Sprache gekommen sei. Kurz kritisiert an dieser Studie, dass darin „der destruktive Charakter betriebswirtschaftlicher Rationalität bestenfalls indirekt“, als „bedauerliche Nebenwirkung der ‚Industriegesellschaft’“ vorkomme. Kurz meint zu erkennen, dass die offizielle Gesellschaft die Debatte über die Grenzen und destruktiven ökologischen Folgen des Wachstums nur aufnahm, um das Problem besser verdrängen zu können: die eigentliche Ursache der ökologischen Katastrophe sei folgenlos zerredet, oder in die unverbindliche Propaganda einer „Versöhnung von Ökonomie und Ökologie“ überführt worden.
Erst die revoltierende Studentenbewegung habe wieder von einer Welt träumen können, die „vom kapitalistischen Selbstzweck der ‚schönen Maschine’ erlöst“ sei und die Produktionstätigkeit auf vielleicht zwei oder drei Stunden am Tag reduzieren würde.
„Erstmals seit vielen Jahrzehnten gab es wieder so etwas wie den Versuch, eine authentische Reformulierung der Marxschen fundamentalen Kapitalismuskritik zu wagen. Der Pariser Mai schien das System in seinen Grundfesten zu erschüttern“.
Kurz zieht allerdings die Bilanz, dass die „Bewegung von 1968 im Sinne der sozialen Emanzipation restlos gescheitert“ sei. Die radikale Kritik an Warenform und ‚abstrakter Arbeit’ sei schließlich nicht weiter verfolgt worden, stattdessen seien die Studenten wie schon zuvor die Arbeiterbewegung „auf die schiefe Bahn der ‚Politik’“ geraten.

#### Dritte industrielle Revolution
Die Dritte industrielle Revolution hat für Kurz ihre technologische Basis in der Elektronik und den Informationswissenschaften. Die mit ihr verbundene Automatisierung führt seiner Ansicht nach „zu einer qualitativ neuen Stufe der Massenarbeitslosigkeit und damit der Systemkrise“. Die logisch einzig mögliche Verlaufsform der Automatisierung im Kapitalismus sei Massenarbeitslosigkeit. Das Hauptproblem bestehe darin, dass jene Menschen, die nun „überflüssig“ seien, aus dem System des Geldverdienens und der Konkurrenz ausgestoßen würden, obwohl dieses weiterhin ihre unausweichliche Existenzgrundlage bilde. Das „Ende der Arbeitsgesellschaft“ droht Kurz zufolge in einen „wirklichen historischen Systemzusammenbruch“ zu münden, da mit der Arbeit die „Substanz des Kapitals selbst“ auszugehen drohe.
Für die Dritte industrielle Revolution waren nach Kurz im Wesentlichen zwei Innovationen maßgebend: die Kybernetik und die elektronische Rechenmaschine.
Parallel zum Aufstieg der mikroelektronischen Revolution nach dem Zweiten Weltkrieg – besonders seit den Achtzigerjahren – habe sich die „als ‚strukturell’ bezeichnete Massenarbeitslosigkeit“ entwickelt:
„Die Arbeitslosigkeit war insofern eine strukturelle geworden, als sie nicht mehr in Korrespondenz mit dem konjunkturellen Zyklus an- oder abschwoll, sondern unabhängig davon kontinuierlich wuchs“.
Die Lösungsversuche des zeitgenössischen Liberalismus zu dieser Problematik hält Kurz für grotesk. Die Argumentation Ralf Dahrendorfs, eine radikale Absenkung des Niveaus von Reallöhnen und Sozialleistungen vorzunehmen, hält er nicht nur für einen nicht funktionierenden Ausweg, sondern empfindet selbst das Ansinnen solcher Zumutungen für die Lohnarbeiter als absurd. Die „einzig vernünftige Konsequenz“ bestehe für Kurz darin, im Einklang mit dem technischen Fortschritt „mehr Muße für alle einzuklagen, bei voller Beteiligung aller an den Früchten der ungeheuer angewachsenen Produktivität.“
Kurz sieht mit „der fortschreitenden Dehumanisierung des Kapitalismus“ einen „demokratischen Gulag“ heraufziehen. Dieser Gulag gliedere sich in drei Abteilungen:
1. Die erste Abteilung bestehe in Menschenverwahrung und -Einschließung; Institutionen, in denen immer mehr „überflüssige“, „delinquente“ oder sonstwie „unverwertbare“ Menschen verschwinden würden, und die selber zu einem gewaltigen Kostenfaktor angeschwollen seien: Gefängnisse, Zuchthäuser, Drillanstalten, „Heime“ aller Art, Armenkliniken, psychiatrische Anstalten usw.
2. Die zweite und größte Abteilung bestehe aus den Massen der Arbeitslosen und Herausgefallenen, die von der demokratischen Armuts- und Krisenverwaltung bürokratisch in Bewegung gehalten, drangsaliert, gedemütigt und zunehmend auf „Hungerrationen“ gesetzt werden würden.
3. Die dritte Abteilung bildeten die ganz am Rande der Gesellschaft „vegetierenden“ Obdachlosen, Straßenkinder, Immigranten, Asylbewerber und sonstigen Illegalen, die nicht einmal mehr durchgehend verwaltet würden, sondern nur noch sporadisches Objekt von Polizei- und gelegentlich sogar Militäreinsätzen (oder in manchen Ländern von privaten Todesschwadronen) seien.

Kurz’ Fazit: Die dritte industrielle Revolution habe in nur knapp 20 Jahren die größte Krise seit 1929 heraufbeschworen, die nicht nur die überwunden geglaubte Massenarbeitslosigkeit zurückgebracht, sondern auch die Geldwirtschaft in vielen Ländern bereits zusammenbrechen lassen habe. Hier trete der immanente Selbstwiderspruch des Kapitalismus final zutage.

### Soziale Folgen

#### Situation im Nationalstaat
Gründerzeit und Gründerkrach
Die Folge der Welle von Aktienspekulationen im Deutschen Reich nach 1850 war der große „Gründerkrach“ im Jahr 1873. Damit trat die galoppierende Industrialisierung für nahezu zwei Jahrzehnte bis Anfang der 90er Jahre in eine schleichende Stagnation ein.
In der Rückkehr zum Schutzzoll-System und einer zunehmenden Staatstätigkeit (auch bekannt als Wagnersches Gesetz) steckt für Kurz eine immanente Logik des „industriellen Kapitalismus’“, der logistische Strukturen fordere, die „nicht selbst wieder kapitalistisch nach den Gesetzen rein betriebswirtschaftlicher Rationalität betrieben werden können“. Da allerdings der Staat im liberalkonservativen Verständnis selber kein gewinnproduzierender ‚Unternehmer‘ mehr hätte sein können, sei „ein ‚Finanzierungsproblem’ seiner wachsenden Aufgaben in der industriellen Marktwirtschaft“ entstanden. Die Lösung habe allein in der moderaten Besteuerung von „Markteinkommen“ und zunehmender Verschuldung gelegen.
Sozialstaat
Der Liberalkonservatismus sei zur Abwendung sozialer Revolten geneigt gewesen, „dem Staat eine gewisse soziale Verantwortung zu übertragen – selbstverständlich […] untrennbar vermengt und verbunden mit seiner Repressionsfunktion“. Kurz bezeichnet dies als „Wiederverheiratung“ des Liberalismus mit dem „absolutistischen Apparat“, der in allen wichtigen Ländern Europas stattgefunden habe.
Laut Kurz habe Bismarck bei seiner Sozialgesetzgebung eine durch machtpolitisches Kalkül geleitete Doppelstrategie gefahren: die „blanke Naturgesetzlichkeit des Marktes“ habe durch „staatlich gemanagtes Sozialwesen“ ergänzt werden sollen:
„Parallel zum Verbotsdruck nach alter leviathanischer Manier machte seine Regierung in einer ‚klassisch’ gewordenen Weise mit den paternalistischen sozialstaatlichen Überlegungen des Liberalkonservatismus ernst und brachte eine Art ‚weiße Revolution’ von oben in der Sozialgesetzgebung hervor, die zum Prototyp des modernen Wohlfahrtsstaates im 20. Jahrhundert werden sollte“.
Kurz bezweifelt eine tatsächliche Verbesserung der sozialen Situation durch die Bismarckschen Sozialgesetzgebung, die für ihn nur die Massenarmut „normalisiert“ und eine Solidarisierung der Lohnarbeiter untereinander verhindert habe. In gerade dieser Situation sei die – seiner Meinung nach aus dem Liberalismus herkünftige – Sozialdemokratie zu einer gesellschaftlichen Kraft angewachsen. Da die Arbeiter der nächsten Generation keine Erinnerung mehr an vorindustrielle Zustände gehabt hätten, habe sich das Fernziel des sozialistischen Staates in eine „ferne und unwirkliche Zukunft“ verrückt.

#### Gegenwart und Zukunft

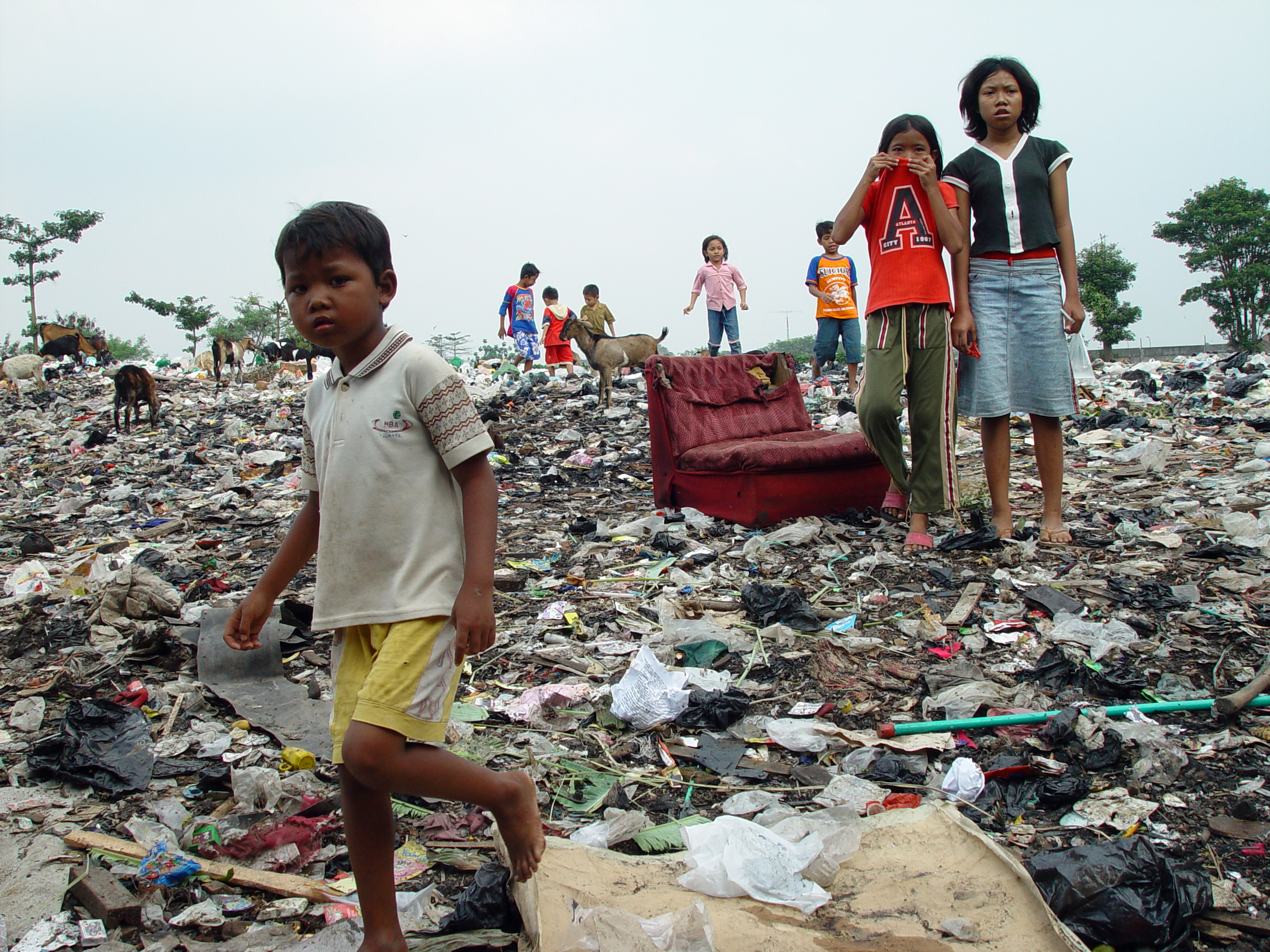
Leben im und vom Wohlstandsmüll – Kinder im Elend in einem Slum auf einer Müllkippe in Jakarta (2004)

Für Kurz haben die ökonomischen Krisen der beiden letzten Jahrzehnte des 20. Jahrhunderts, einhergehend mit dem staatlichen Rückzug aus der sozialen Verantwortung und dem Erstarken des Neoliberalismus, zur größten Welle von Massenverarmung seit dem frühen 19. Jahrhundert geführt. Dabei sei der größte Teil der Dritten Welt vollständig ruiniert worden, inklusive der aufstrebenden südostasiatischen Länder, ebenso die Staaten der ehemaligen Sowjetunion und in ganz Osteuropa. Aber auch im Westen würden jährlich größere Regionen und Bevölkerungsgruppen der Massenverarmung anheimfallen. Kurz zieht daraus den Schluss, dass das globale kapitalistische System vollkommen versagt habe.
Kurz führt das Phänomen der Verarmung an verschiedenen Beispielen aus. So gebe es weltweit eine wachsende Verelendung von Kindern: die Kinderarbeit in der Dritten Welt, aber auch in Deutschland und den USA nehme zu; das Phänomen der Straßenkinder habe sich ebenfalls massiv ausgedehnt. Seit den 1990er Jahren sei es zudem zu einem weltweiten Anschwellen des Hungers gekommen. Auch in den westlichen Industrieländern nehme die Unterernährung und damit einhergehende Mangelerkrankungen zu. In der medizinischen Versorgung würden die gesetzlichen Krankenversicherungen überall zur „Armenkasse“ umfunktioniert. Jenseits der großen Industrienationen gebe es in den meisten östlichen und südlichen Ländern medizinische Hilfe ohnehin nur noch gegen Barzahlung. Zunehmend würde „die Geldarmut sogar dazu ausgenutzt, die Armen als regelrechte Organbanken für die Besserverdienenden auszuschlachten“, wozu sich die „vom Weltmarkt ruinierte Dritte Welt“ geradezu anbieten würde – für Kurz das wohl „letzte noch denkbare Stadium der Angebotsökonomie“. Die allgemeine „Dehumanisierung des kapitalistischen Medizin- und Gesundheitswesens“ setze sich auch vor allem darin fort, wie mit pflegebedürftigen Alten umgegangen werde. Selbst engste Angehörige hätten oft nur noch den Status entfernter Verwandter, sobald sie hinter den Mauern einer Pflege- oder Aufbewahrungsanstalt verschwunden seien. Dabei nähmen die Altenheime für die verarmten Massen unter dem zunehmenden Kostendruck „KZ-ähnlichen Charakter“ an.

### Fazit des Autors
Im Epilog des Buches zieht Kurz das Fazit, dass der Kapitalismus auf seine eigene Selbstvernichtung zulaufe, die auch in einer Zerstörung der menschlichen Gesellschaft enden könne. Um dieser Gefahr entgegenzutreten, müssten „radikale theoretische Kritik und Rebellion zusammenkommen“. Kurz sieht zwei mögliche Wege zur Überwindung des kapitalistischen Gesellschaftssystems: der kürzeste Weg sei „die Besetzung der Produktionsbetriebe, Verwaltungsinstitutionen und sozialen Einrichtungen durch eine Massenbewegung, die sich die gesellschaftlichen Potenzen direkt aneignet und die gesamte Reproduktion in eigener Regie betreibt, also die bislang herrschenden ‚vertikalen’ Institutionen schlicht entmachtet und abschafft“. Denkbar wäre auch eine „Übergangsphase, in der sich eine Art Gegengesellschaft bildet, die bestimmte soziale Räume gegen die kapitalistische Logik eröffnet, aus denen Markt und Staat vertrieben werden“. Als ein mögliches institutionelles Gefüge der Zukunft, das „Marktwirtschaft und Demokratie ablösen könnte“, sieht er die Einrichtung von „Räten“, d. h. „beratende Versammlungen aller Gesellschaftsmitglieder auf allen Ebenen der gesellschaftlichen Reproduktion“. Hierzu müsste eine bewusste „Palaverkultur“ geschaffen werden, um „alles zu bereden und abzuwägen“.
Kurz sieht für eine solche zukünftige Gesellschaft vor allem drei Aufgaben:
- die „vorhandenen Ressourcen an Naturstoffen, Betriebsmitteln und […] menschlichen Fähigkeiten so einzusetzen, dass allen Menschen ein gutes, genussvolles Leben frei von Armut und Hunger gewährleistet wird“;
- „die katastrophale Fehlleitung der Ressourcen […] in sinnlose Pyramidenprojekte und Zerstörungsproduktionen zu stoppen“;
- „den durch die Produktivkräfte der Mikroelektronik gewaltig angeschwollenen gesellschaftlichen Zeitfonds in eine ebenso große Muße für alle zu übersetzen“.

Bei der Lösung dieser Probleme handle es sich letztlich „weder um ein materielles noch um ein technisches oder organisatorisches Problem, sondern allein um eine Bewusstseinsfrage“. Für Kurz ist es aber wahrscheinlich, dass der dazu notwendige „Bewusstseinssprung“ nicht mehr vollzogen wird. Der Kapitalismus sei aber dennoch nicht überlebensfähig, was „die unaufhaltsame Entzivilisierung der Welt“ nach sich ziehe. Die einzige Handlungsalternative sei „eine Kultur der Verweigerung“. Dies bedeute, „jede Mitverantwortung für ‚Marktwirtschaft und Demokratie‘ zu verweigern, nur noch ‚Dienst nach Vorschrift‘ zu machen und den kapitalistischen Betrieb zu sabotieren, wo immer das möglich ist“.

## Rezeption
Kurz’ provokatives und den Verkaufszahlen nach erfolgreiches Buch ist in der allgemeinen Öffentlichkeit recht stark, von nichtmarxistischer wissenschaftlicher Seite kaum rezipiert worden.
Nach dem Erscheinen kam es in Tages- und Wochenzeitungen zu einer kontroversen Auseinandersetzung um das Werk. In der Rezeption fallen dabei die kritischen Stimmen teilweise sehr scharf aus, die positiven Stimmen begrüßen dagegen vor allem Kurz’ Vorgehen einer radikalen Kritik am Wirtschaftssystem. Ablehnende Autoren hingegen werfen ihm grundlegende methodische Mängel, (historische) Verfälschungen und den Aufruf zu einer verfehlten Rebellion wie auch das Fehlen praktischer Konsequenzen vor.
Das Unternehmen dieser „fulminanten und radikalen Kritik am kapitalistischen Weltsystem“ wird in der Frankfurter Rundschau als ein „kühnes Unterfangen“ bezeichnet, in einer Zeit „gesellschaftlicher Tabuisierung von Kapitalismuskritik“. Der positive Beitrag im Rahmen einer „Kontroverse“ in der Zeit hält das Buch von Kurz für „die wichtigste Veröffentlichung der letzten zehn Jahre in Deutschland“. Gelobt wird hier auch die detaillierte Vorgehensweise. Die WOZ begrüßt den „Materialreichtum“. Trotz Mängeln könne man – so die FR – seiner „zeitkritischen Diagnose einer Verhärtung der kapitalistischen Bewusstseinsform“ durchaus zustimmen. Für den insgesamt sehr lobenden Beitrag der Zeit ist das Buch „ein großer Wurf, ein wahrhaft notwendiger Protest“, zu dessen wichtigsten Erkenntnissen es gehöre, „dass es immer nur relativ kurze Phasen waren, in denen ein expandierender Kapitalismus so etwas wie Massenwohlstand hervorbrachte, und auch das nur in Westeuropa, Angloamerika und Japan.“
Auf der Gegenseite wird bereits die Grundlage der Argumentation von Kurz deutlich kritisiert: Problematisch sei insbesondere schon seine Verwendung von 'Kapitalismus'. Er – so übereinstimmend die stark ablehnende Süddeutsche Zeitung sowie der kritische Beitrag in der Zeit – definiere den Begriff nicht, verwende ihn undifferenziert als „Kampfbegriff“ und – wie die grundsätzlich eher lobende FR kritisiert – behaupte, dass der Kapitalismus an allem schuld sei. Andere Aspekte, die – so bemängelt der ablehnende Artikel in der FAZ – für Probleme beispielsweise in Afrika oft als ursächlich angesehen würden, würden bei Kurz ausgeblendet bzw. dem undifferenzierten Kapitalismusbegriff angelastet. In der Folge gehe er die „kaum von der Hand zu weisen[den]“ „Defizite“ des Kapitalismus nicht an und schütte „das Kind mit dem Bade aus.“ Die SZ diagnostiziert einen verfehlten Ansatz: „Anstatt nun aber zu fragen, warum gerade der Kapitalismus sich alternativlos durchgesetzt hat, […], verbeißt sich Kurz in alte Denkschemata. Ob und wie die Fehler und Defekte des Kapitalismus korrigiert oder zumindest durch politische Gestaltung aufgefangen werden können – all das interessiert ihn nicht.“ Kurz’ Vorgehen und insbesondere der durch die historische Perspektive zu große Kontext sowie das Postulieren notwendiger geschichtlicher Entwicklungswege stünden einer sinnvollen fundamentalen Analyse unseres Wirtschaftssystems im Wege.
Kurz’ Umgang mit der Geschichte wird ebenso zurückgewiesen. Die historische Darstellung selbst – so die SZ deutlich – sei „ein Sammelsurium fragwürdiger Analogien und anmaßender Urteile“. Der Freitag meint, es werde Beliebiges aus der Historie herausgegriffen. Außerdem fehlt der SZ eine Auseinandersetzung mit Denkansätzen, die nicht in Kurz’ Weltbild passten.
Das von Kurz geforderte Rätesystem hält die FAZ für einen „Ladenhüter des neunzehnten Jahrhunderts“. Aufgrund der ausdifferenzierten Gesellschaft gebe es den bei Kurz unterstellten einheitlichen Volkswillen nicht. Auch die von Kurz genannte Alternative einer Revolution bzw. verweigernden Rebellion sei nicht überzeugend und sein Aufruf hierzu „mache das Buch endgültig zum Skandal“.

## Ausgaben
- Robert Kurz: Schwarzbuch Kapitalismus. Ein Abgesang auf die Marktwirtschaft. 1. – 4. Auflage, Ullstein-TB 36308, München / Berlin 2001–2005, ISBN 978-3-548-36308-0; erweiterte Neuauflage: Eichborn, Frankfurt am Main 2009, ISBN 978-3-8218-7316-9 (Download exit-online.org (PDF; 2,4 MB) 257 Seiten. 2. Auflage, Ullstein, München 2002).